# Carl Peter Værnet
Carl Peter Værnet er en dokumentarfilm instrueret fra 2002 instrueretaf Ib Makwarth efter manuskript af Fritz Pedersen.

## Handling
Filmen fortæller kronologisk historien om Carl Peter Værnet, en dansk læge som var med til krigsforbrydelser under 2. Verdenskrig. Han udførte forsøg med hormoner på mennesker, med det formål at fjerne homoseksuelle tendenser. Efter krigen fik han hjælp til at komme til Argentina, hvor han levede til sin død.
Filmen er en beretning om et menneske med så store ambitioner, at han ikke kunne sige nej og dermed gjorde sig til krigsforbryder. Som kendt læge i København inviteres Carl Peter Værnet af nazisterne til koncentrationslejren Buchenwald, hvor han får stillet økonomi, faciliteter og menneskeliv til rådighed for sine forsøg på at 'helbrede' homoseksuelle mænd. Da krigen slutter, arresteres han af de danske myndigheder, men det lykkes Værnet at flygte til Argentina. Ifølge instruktøren står det åbent, om det var nazisme, ondskab eller ægte tro på sine muligheder for at frelse verden, der drev Carl Peter Værnet derud, hvor han iførte sig SS-uniform og eksperimenterede med uskyldige forsøgsmennesker i en tysk koncentrationslejr.